# James V. McClintic

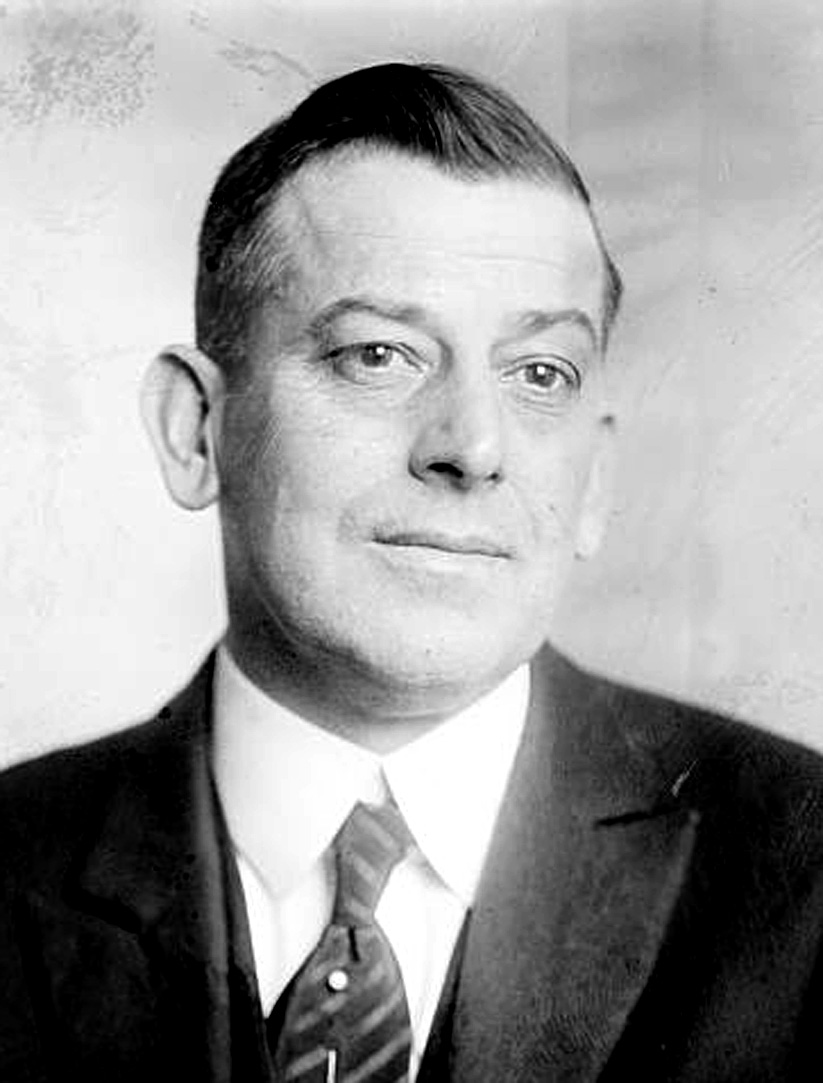
James V. McClintic

James Vernon McClintic (* 8. September 1878 bei Bremond, Texas; † 22. April 1948 bei Chicago, Illinois) war ein US-amerikanischer Politiker. Zwischen 1915 und 1935 vertrat er den siebten Wahlbezirk des Bundesstaates Oklahoma im US-Repräsentantenhaus.

## Werdegang
Im Jahr 1880 zog James McClintic mit seinen Eltern in den Ort Groesbeck im Limestone County in Texas. Dort besuchte er die öffentlichen Schulen. Später studierte er an der Add-Run University in Fort Worth, aus der die heutige Texas Christian University hervorging. Im Jahr 1901 wurde er bei einer Textilwarenfirma in St. Louis angestellt, für die er als fahrender Händler arbeitete. Danach zog er in das Oklahoma-Territorium, wo er in dem Ort Snyder im Handel tätig wurde. Außerdem bewirtschaftete er im Texas County eine Farm.
Politisch wurde McClintic Mitglied der Demokratischen Partei. Im Jahr 1908 war er Ratsschreiber der Stadt Snyder im Kiowa County. Im Jahr 1909 war er Landrat in diesem Bezirk (County Clerk). 1911 wurde McClintic in das Repräsentantenhaus von Oklahoma gewählt; zwischen 1913 und 1914 gehörte er dem Staatssenat an.
1914 wurde McClintic in das US-Repräsentantenhaus gewählt, wo er am 4. März 1915 die Nachfolge von Joseph Bryan Thompson antrat. Nachdem er bei den neun folgenden Wahlen jeweils wiedergewählt worden war, konnte er bis zum 3. Januar 1935 insgesamt zehn Legislaturperioden im Kongress absolvieren. Dabei war er von 1917 bis 1919 im 65. Kongress Vorsitzender des Ausschusses zur Kontrolle der Ausgaben für öffentliche Bauwerke. Während seiner Zeit in Washington, D.C. studierte McClintic an der Georgetown University Jura. Im Jahr 1928 wurde er als Rechtsanwalt zugelassen. 1934 wurde er von seiner Partei nicht mehr für eine weitere Legislaturperiode im Kongress nominiert.
Nach seinem Ausscheiden aus dem Repräsentantenhaus arbeitete James McClintic zwischen 1935 und 1940 im Stab des Gouverneurs von Oklahoma. Nach dem Tod von Sam C. Massingale, der 1935 sein Nachfolger im Kongress geworden war, bewarb sich McClintic im Jahr 1941 erfolglos um die Nominierung seiner Partei für die fällige Nachwahl. In den Jahren 1940 und 1941 arbeitete McClintic für das Verkehrsdezernat der Bundeshauptstadt Washington, von 1941 bis 1944 war er Mitarbeiter im Innenministerium. Danach war er als Rechtsanwalt tätig. James McClintic starb am 22. April 1948 während einer Zugfahrt in der Nähe von Chicago.